# Військова поліція
Військова поліція (абр. ВП) — створений у багатьох країнах світу спеціальний правоохоронний орган із підтримання правопорядку у збройних силах та інших військових і воєнізованих формуваннях, утворених відповідно до законодавства. Як правило, військова поліція є самостійним органом військової юстиції, діяльність якого спрямовується і координується через Міністерство оборони, за винятком Італії та Франції. В цих країнах передбачено подвійне підпорядкування Корпусу карабінерів Італії та Національної жандармерії Франції Міністерству внутрішніх справ і Міністерству оборони.

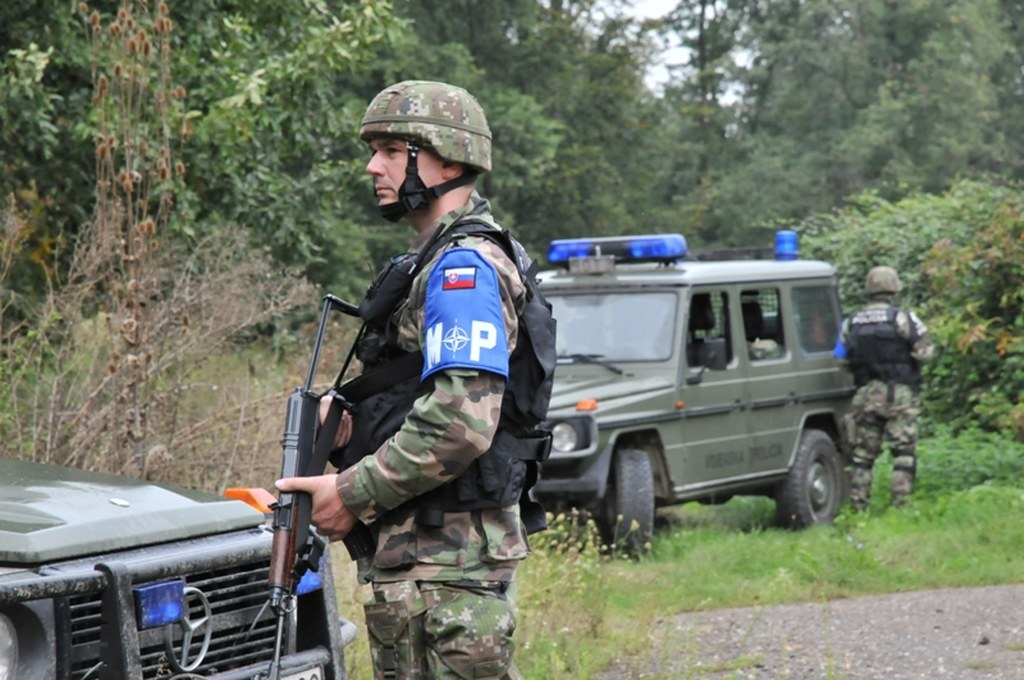
Військова поліція Словаччини

Створення органів військової поліції у багатьох країнах почалося в роки Другої світової війни та в повоєнний період, а в Україні під час Російсько-української війни.

## Завдання Військової поліції
Типовими завданнями Військової поліції є:
- запобігання вчиненню, виявлення і припинення злочинів та інших правопорушень у Міністерстві оборони, Збройних силах, правоохоронних органах спеціального призначення (далі — правоохоронні органи) та інших військових формуваннях, утворених відповідно до законів у межах наданих повноважень;
- досудове розслідування злочинів та кримінальних проступків, пов'язаних з проходженням військової служби, вчинених військовослужбовцями, а так само корупційних злочинів, вчинених працівниками та державними службовцями Міністерства оборони і Збройних сил (далі — працівники);
- виявлення причин, передумов та обставин злочинів та інших правопорушень, вчинених військовослужбовцями, працівниками, а також інших злочинів, вчинених у військових частинах та на військових об'єктах;
- проведення оперативно-розшукової діяльності у межах наданих повноважень;
- виконання у передбачених законом випадках рішень про тримання військовослужбовців на гауптвахті, у кімнатах тимчасово затриманих, спеціальних палатах закладів охорони здоров'я Міністерства оборони;
- забезпечення виконання кримінального покарання стосовно військовослужбовців, які вироком суду засуджені до тримання у дисциплінарному батальйоні;
- участь у припиненні протиправних дій цивільних осіб на територіях військових частин, військових навчальних закладів, установ та організацій Міністерства оборони та Збройних сил, військових містечок Міністерства оборони та Збройних Сил;
- забезпечення правопорядку серед військовослужбовців, а також працівників під час виконання ними посадових обов'язків на території військових частин, військових містечок, у громадських та інших місцях, припинення вчинення ними злочинів та інших правопорушень;
- проведення у межах компетенції службових розслідувань;
- захист майна Збройних сил від розкрадання та інших злочинних посягань;
- забезпечення безпеки дорожнього руху військових транспортних засобів Збройних сил, правоохоронних органів та інших військових формувань;
- участь у гарнізонних заходах;
- захист прав і свобод військовослужбовців від протиправних посягань;
- вжиття спеціальних заходів безпеки щодо захисту військовослужбовців і працівників Військової поліції у разі реальної загрози їх життю та здоров'ю, житлу та майну у зв'язку з їх службовою діяльністю, а також щодо захисту їх близьких родичів;
- участь у запобіганні диверсійним проявам та злочинам терористичної спрямованості на території військових частин;
- забезпечення контролю за дотриманням встановленого пропускного режиму на адміністративно-господарчі та технічні території арсеналів, баз і складів Збройних Сил та виконанням визначених вимог щодо утримання і зберігання озброєння, ракет, боєприпасів та вибухових речовин;
- розшук та затримання військовослужбовців, які самовільно залишили військові частини (місця служби), у тому числі тих, які протиправно заволоділи зброєю та представляють небезпеку для оточуючих;
- розшук вогнепальної зброї, бойових припасів до неї або вибухових речовин, викрадених або втрачених у військових частинах;
- забезпечення правопорядку та військової дисципліни у військових частинах (підрозділах) Збройних сил, правоохоронних органів та інших військових формувань, що направлені до інших держав;
- взаємодія з органами внутрішніх справ, військовими командуваннями Збройних сил, правоохоронними органами та іншими військовими формуваннями, з метою виконання завдань та функцій Військової поліції.

## Військова поліція України
Про створення військової поліції було оголошено наміри і у лютому 2021, на той час, міністр оборони Андрій Таран заявив, що створення військової поліції допоможе прискорити розслідування багатьох випадків в зоні проведення ООС. Наразі, за словами міністра, коли на Донбасі гине військовий, то доводиться чекати на прибуття органів правопорядку, адже зараз тільки вони можуть проводити розслідування, і, як наслідок, втрачається багато часу.
Лише наприкінці червня 2024 року нарешті відповідний законопроєкт проголосований у першому читанні та в 2025 році готується до другого читання.

## Королівська військова поліція Великої Британії
У Сполученому Королівстві Великої Британії та Північної Ірландії термін «Службова поліція» стосується трьох окремих поліцейських організацій для кожного з трьох видів Збройних сил Великої Британії: Королівської військової поліції (англ. Royal Military Police), Королівської військово-морської поліції (англ. Royal Navy Police), Королівської поліції Повітряних сил (англ. Royal Air Force Police). Окрім них, більшість підрозділів мають власну полкову поліцію (RP) і службу військової старшини (MPGS). 
Також кожна з трьох організацій службової поліції має свій власний спеціальний відділ розслідування (SIB) для проведення розслідувань більш серйозних злочинів, а також використовує спільне службове поліцейське бюро боротьби зі злочинністю, яким керують RNP, RMP і RAFP.
Королівська військова поліція — це підрозділ Корпусу генерал-ад’ютантів, відповідальний за дотримання військової дисципліни та правопорядку серед військовослужбовців, охорону військових високопосадовців, а також виконання інших завдань, як-от регулювання дорожнього руху.

### Структура
- Поліція Міністерства оборони, чисельність якої перевищує 5 тис. чоловік.
  - Представники поліції Міністерства оборони в гарнізонах
- Військова поліція видів Збройних сил. Остання підпорядкована управлінню військової поліції апарату постійного заступника міністра оборони.
  - Роти чисельністю по 100 чоловік у кожному військовому окрузі, з'єднанні і окремій частині.

До складу військової поліції входять спеціальні підрозділи із забезпечення охорони вищого військового керівництва країни та організації супроводу важливих військових делегацій.

### Функції поліції
У мирний час:
- Забезпечення безпеки особового складу, озброєння, техніки та майна Збройних сил як на військових об'єктах, так і за їх межами.
- Охорона громадського порядку в частині, що стосується військовослужбовців і цивільного персоналу Збройних сил.
- Патрулювання військових об'єктів.
- Проведення слідчих та розшукових заходів на території військових об'єктів.
- Затримання і допит підозрілих осіб.
- Інспектування військового автотранспорту.

У воєнний час:
- Радіаційна та хімічна розвідка тилових районів.
- Охорона та супроводження військовополонених.
- Пошук і збір відсталих або таких, які втратили зв'язок з військами, підрозділів і окремих військовослужбовців.

## Корпус військової поліції армії США
Корпус військової поліції армії Сполучених Штатів (англ. United States Army Military Police Corps, абр. USAMPC) — це військове формування, яке відповідає за підтримання правопорядку серед військовослужбовців Збройних сил США. Розслідування проводять слідчі військової поліції під керівництвом Управління головного військового коменданта або спеціальні агенти Відділу кримінальних розслідувань Армії США.
Окрім підтримання правопорядку, підрозділи військової поліції Армії США виконують широкий спектр завдань, зокрема в зоні бойових дій. Обов'язки цієї служби включають патрулювання, операції сил швидкого реагування, контроль за безпекою території, розвідку маршрутів, операції оточення та обшуку, охорону важливих об'єктів, а також супроводження колон та особового складу. Операційно ці завдання належать до дисципліни "безпека та мобільність" Корпусу військової поліції.

### Історія
Корпус військової поліції США як рід військ був створений в 1941 році.
Початкові завдання:
- Розслідування злочинів у Збройних силах.
- Контроль за дотриманням законності.
- Профілактика дисциплінарних правопорушень.
- Контроль і регулювання руху військового транспорту.
- Забезпечення безпеки військовослужбовців.
- Розслідування випадків розкрадання власності.
- Утримання таборів військовополонених.
- Надання допомоги бойовим підрозділам у знищенні повітряних десантів противника.

Під час війни в Кореї (1950—1953) до первинних додалася ще одна задача: боротьба зі спекуляцією і незаконним продажем американськими військовослужбовцями майна армії.
Під час війни у В'єтнамі військова поліція притягувалася до:
- Регулювання руху в зоні бойових дій.
- Охорони колон, транспортних магістралей і мостів.
- Пошуку та ліквідації підземних ходів сполучення противника.
- Контролю за переміщенням біженців та інтернованих осіб.
- Безпосередньої участі в оборонних боях.

### Структура

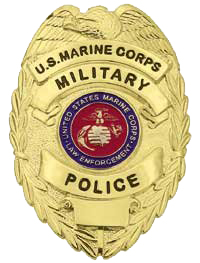
Військова поліція корпусу морської піхоти США. Нагрудний знак.

Військова поліція США налічує близько 30 тисяч чоловік особового складу.
Офіцери навчаються в школі військової поліції (Форт-Макклелан, штат Алабама).
Керує військовою поліцією США начальник військової поліції — заступник генерального інспектора сухопутних військ.
Військова поліція складається з:
- Окремих бригад і батальйонів у складі армійських корпусів.
- Рот у складі дивізій
- Ескадрилей військової поліції у ВПС США.
- Двох батальйонів морської піхоти у ВМС США.

### Функції поліції
- Підтримання дисципліни в гарнізонах та на базах.
- Охорона об'єктів.
- Розслідування військових злочинів.
- Регулювання дорожнього руху.
- Проведення антитерористичних заходів.
- Ліквідація або надання сприяння у ліквідації хвилювань серед цивільного населення, у тому числі й у тих країнах, де дислокуються частини і підрозділи Збройних сил США.

## Національна жандармерія Франції
Національна жандармерія (фр. Gendarmerie nationale [ʒɑ̃daʁməʁi nɑsjɔnal]) — військове формування з правоохоронними функціями, що входить до складу Збройних сил Франції і підпорядковується міністру оборони Франції. Жандармерія виконує значний обсяг поліцейських і адміністративних функцій в інтересах всієї держави, а також функції військової поліції в інтересах Збройних сил. Діяльність жандармерії має міжвідомчий характер і координується також Міністерством внутрішніх справ Франції та Міністерством юстиції Франції, але залишається під командуванням Міністерства оборони для виконання своїх військових завдань.
На відміну від Національної поліції Франції, яка діє у великих містах, Національна жандармерія виконує свої поліцейські завдання із захисту та охорони життя, прав, свобод і законних інтересів своїх громадян, суспільства і держави від злочинних та інших протиправних посягань, охорони громадського порядку та забезпечення громадської безпеки, в маленьких містах з постійним населенням до 20 000, в сільській місцевості, передмістях та на транспортних шляхах.
Жандармерія виконує три типи завдань у співпраці з іншими силами французької поліції:
- завдання слідчої поліці: виявлення злочинів, розшук і затримання злочинців, проведення досудового розслідуванн та слідчих дій;
- завдання адміністративної поліції: забезпечення громадської безпеки, підтримання громадського порядку, надання допомоги та порятунку, регулювання дорожнього руху, охорона довкілля;
- завдання військової поліції та оборони: підтримання дисципліни та правопорядку серед військовослужбовців, розвідка, охорона, контроль над ядерною зброєю, логістика та інші завдання, пов'язані із забезпеченням оборони.

### Структура

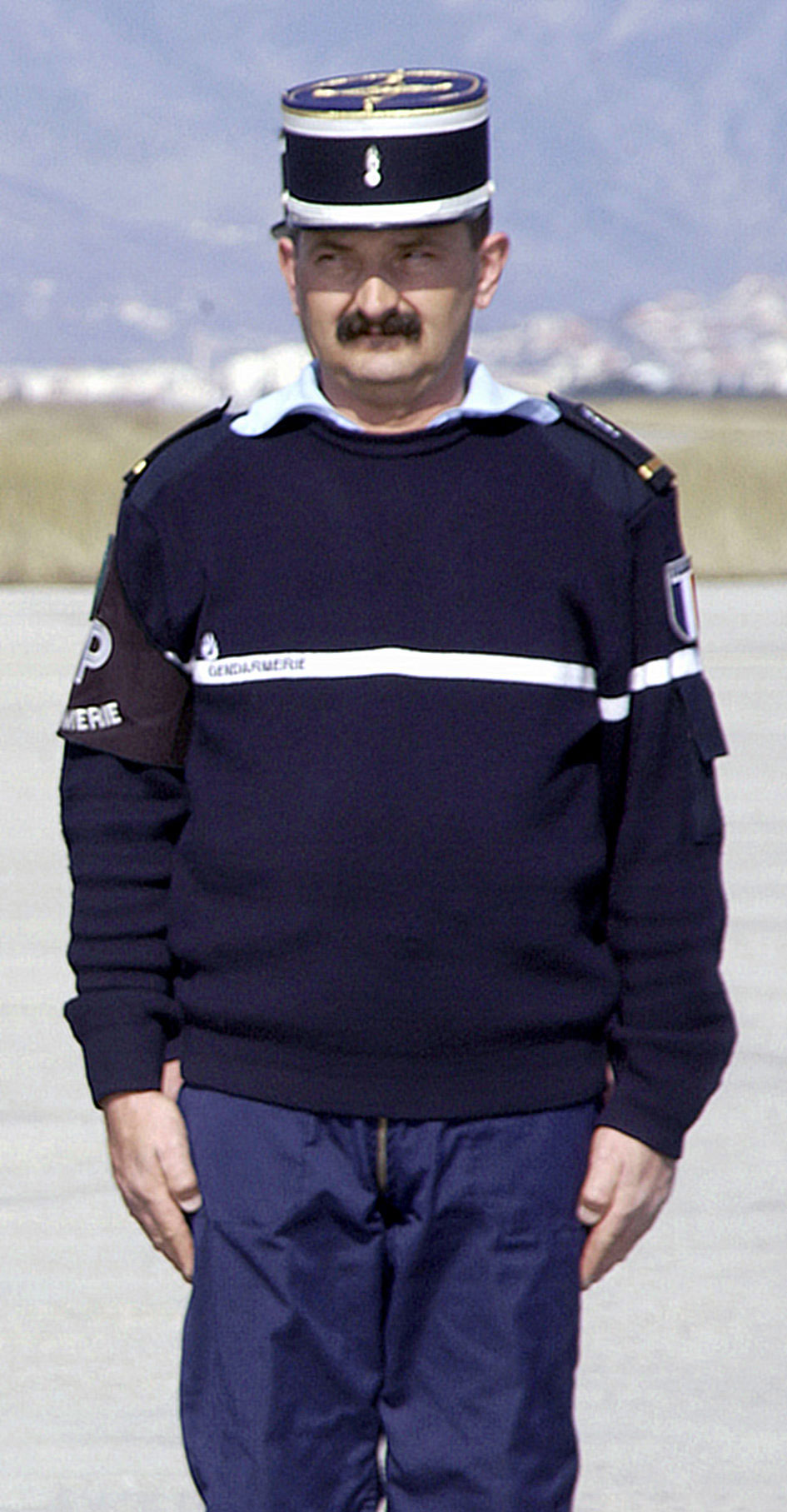
Французький жандарм

Керівництво жандармерією здійснює Міністр оборони Франції.
Безпосереднім начальником військової поліції є генеральний директор, який очолює Головне управління.
Жандармерія складається з:
- Центрального апарату і технічних служб.
- Територіальних командувань і підпорядкованих їм:
  - Департаментської жандармерії;
  - Мобільної жандармерії.
- Республіканської гвардії.
- Частин і підрозділів, що дислокуються за межами Франції, в департаментах і у складі угруповання французьких військ у Німеччині.
- Спеціалізованих формувань.

Департаментських жандармерія призначена для охорони та оборони важливих об'єктів, підтримання громадського порядку, збору і передачі даних про внутрішню обстановку, ведення обліку резервних компонентів.
Мобільна жандармерія виконує завдання із забезпечення громадського порядку і фактично є оперативним резервом сил безпеки.
Республіканська гвардія — спеціальне воєнізоване формування із забезпечення безпеки та режиму на важливих державних об'єктах (резиденції Президента Франції та прем'єр-міністра Франції, Національної асамблеї і т. д.).
Спеціалізовані формування забезпечують охорону режимних об'єктів, здійснюють нагляд за дотриманням правопорядку та законності, допомагають адміністративним службам в їх повсякденній діяльності.
Військова поліція налічує близько 94 тисяч чоловік особового складу.

## Фельд’єгерська служба Бундесверу
Фельд’єгерська служба (нім. Feldjägertruppe) — військова поліція Бундесверу і один з родів військ сил підтримки, що відповідає за підтримання дисципліни та правопорядку серед військовослужбовців 
Сухопутних військ Бундесвера, Люфтваффе, ВМС, а також військ союзників по НАТО, які перебувають на території Німеччини. Її військовослужбовці називаються фельд'єгерями (англ. Feldjäger).
Основне завдання полягає у виконанні функцій військової поліції. Це включає підтримання військового порядку, регулювання дорожнього руху в частинах, забезпечення безпеки, проведення розслідувань та охорону військових об’єктів.
Фельд’єгерська служба налічує близько 4500 чоловік особового складу.

### Структура
Центрального командування військової поліції в бундесвері не передбачено. Керівництво підрозділами військової поліції здійснює командир дивізії через свій штаб.

### Функції поліції
У мирний час:
- Охорона військових об'єктів, органів управління.
- Забезпечення транспортних перевезень.
- Підтримка або відновлення порядку і дисципліни у частинах і підрозділах.
- Запобігання злочинним акціям щодо військовослужбовців і військових об'єктів бундесверу і союзних військ.

У воєнний час:
- Здійснення первинного контролю на пунктах збору військовослужбовців, які відстали від військових частин.
- Організація охорони і транспортування військовополонених.
- Здійснення регулювання руху та охорони маршрутів висування військ.
- Сприяння федеральній поліції в регулюванні потоку біженців.

## Поліція Збройних сил Бразилії
Поліція Збройних сил Бразилії складається з: Армійської поліції (Polícia do Exército, PE) для сухопутних військ, Вйськово-морської поліції (Companhia de Polícia do Batalhão Naval, SP) для флоту, і Повітряної поліції (Polícia da Aeronáutica, PA) для ВПС. Це військова поліція у міжнародному розумінні цього терміна, тобто їхні внутрішні поліцейські сили, що здійснюють адміністративну та слідчу діяльність у сфері військової юстиції. Їх не слід плутати з Військовою поліцією штатів Бразилії, які відповідають за підтримання громадського порядку.
Ці формування виникли у 1940-х роках, як Військова поліція Бразильської експедиційної армії, за зразком Корпусу військової поліції армії США, і остаточно сформувалися після Другої світової війни під своїми сучасними назвами. 
Армійська поліція організована у взводи в межах бригад, роти в межах дивізій та батальйони в межах командувань областей. Поліція повітряних сил організована в ескадрильї в межах груп безпеки та оборони авіабаз. Поліція ВМС включає роту поліції морського батальйону, роту поліції підсилення та роти або взводи поліції у складі груп морської піхоти та батальйонів річкових операцій.
Основним завданням формувань військової поліції є забезпечення дотримання військових законів і підтримання дисципліни серед військовослужбовців. Також вони проводять розслідування злочинів, охороняють військові об'єкти, регулюють дорожній рух, охороняють ув'язнених і супроводжують посадових осіб. Під час війни їх завдання включають конвоювання військовополонених, забезпечення безпеки тилу та контроль за рухом транспортних засобів до лінії фронту. Безпосередня участь у бойових діях можлива, але не являється їх основним завданням.
Аналогічні завдання виконуються в мирний час. З усіх військових формувань саме поліція найкраще підготовлена до виконання завдань з підтримання правопорядку серед цивільного населення. Для виконання цих завдань вони оснащені засобами нелетальної дії та обладнанням для контролю масових заворушень з мінімальними ризиками для здоров'я людей.